# Xã Big Creek, Quận Henry, Missouri
Xã Big Creek (tiếng Anh: Big Creek Township) là một xã thuộc quận Henry, tiểu bang Missouri, Hoa Kỳ. Năm 2010, dân số của xã này là 272 người.